# Божа Гора
Божа Гора — гора-останець у Кременецькому районі Тернопільської області. Відділена від Кременецької гряди долиною річки Іква. Розташована поблизу села Великі Бережці, за 10 км на захід від міста Кременець. 

## Загальні відомості
Висота — 366,8 м над рівнем моря, підвищується над рівниною Малого Полісся на 120 м. Поверхня гори плоска, схили круті. Складається з білої писальної крейди, покритої зверху неогенними пісками, пісковиками та оолітовими вапняками. Вкрита лісом (граб, береза, дуб, сосна) та багатою трав'яною рослинністю, з яких понад 280 видів рідкісні — мінуарція побільшена, ломиніс прямий, дзвоники чоловічі та інші. 
Під вершиною — джерело; здавна біля нього була капличка, нині споруджено церкву. 
Божа Гора — частина національного парку «Кременецькі гори». 